# Pratt (Kansas)
Pratt es una ciudad ubicada en el condado de Pratt en el estado estadounidense de Kansas. En el año 2010 tenía una población de 6835 habitantes y una densidad poblacional de 350,51 personas por km².

## Geografía
Pratt se encuentra ubicada en las coordenadas 37°39′1″N 98°44′17″O / 37.65028, -98.73806 (37.650278, -98.738056).

## Demografía
Según la Oficina del Censo en 2000 los ingresos medios por hogar en la localidad eran de $33,646 y los ingresos medios por familia eran $42,412. Los hombres tenían unos ingresos medios de $31,186 frente a los $20,640 para las mujeres. La renta per cápita para la localidad era de $17,486. Alrededor del 10.3% de la población estaban por debajo del umbral de pobreza.